# Processo agli indipendentisti catalani

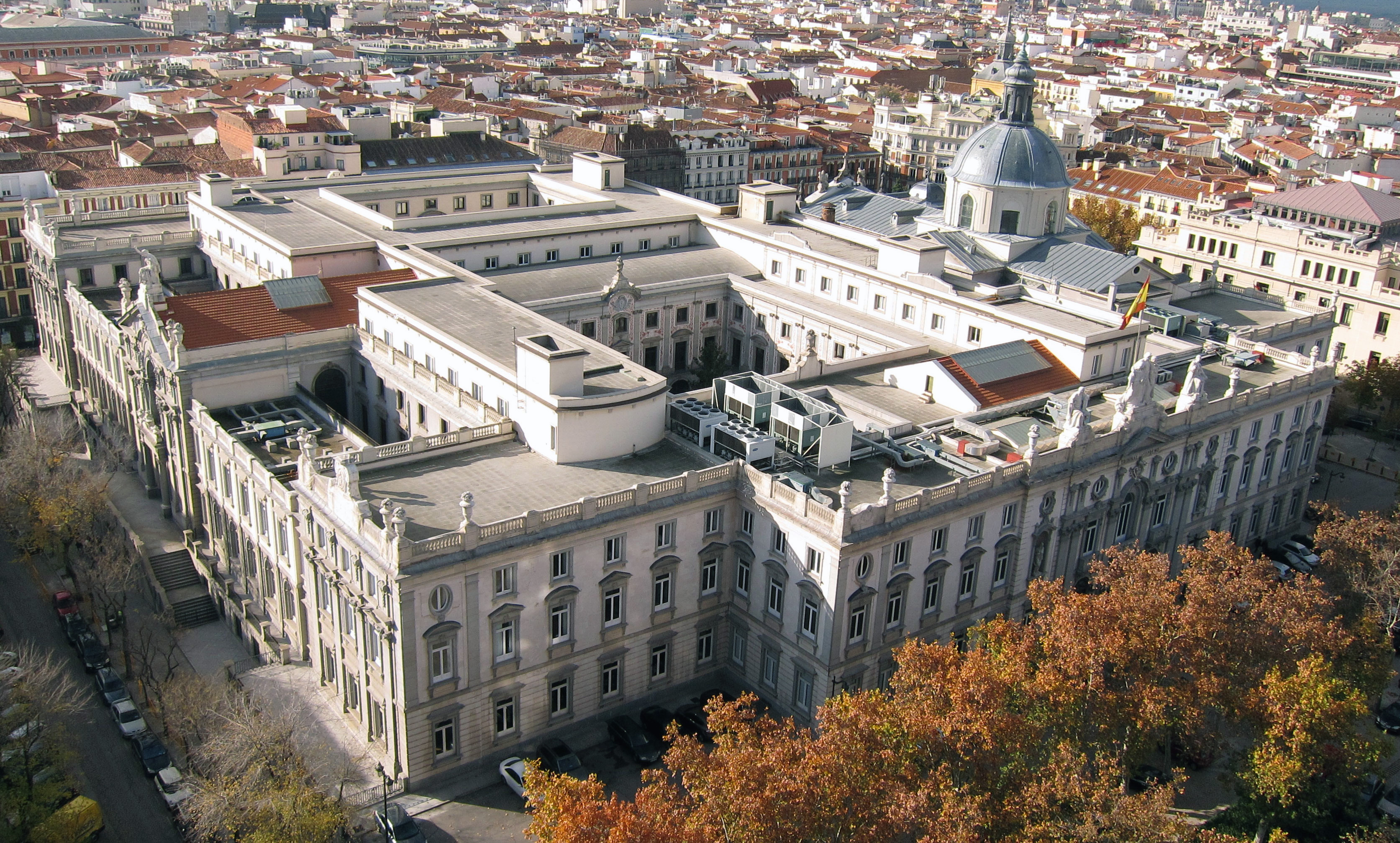
Corte suprema di Madrid, sede del processo

Il processo agli indipendentisti catalani, legalmente chiamato Causa Especial 20907/2017 e conosciuto tra il pubblico catalano come Causa del procés è stato un processo giudiziario cominciato il 12 febbraio 2019 dal Corte suprema della Spagna. Il processo è stato portato avanti da 7 giudici e diretto dal giudice Manuel Marchena.
Il giudice Pablo Llarena aveva precedentemente coordinato il sistema inquisitorio tra ottobre 2017 e luglio 2018, a seguito del quale sono state processate 12 persone, tra cui il precedente vice presidente Oriol Junqueras del governo regionale e della maggior parte del governo, nonché gli attivisti politici Jordi Sànchez e Jordi Cuixart e l'ex presidente del Parlamento della Catalogna Carme Forcadell. Alcuni imputati sono rimasti in detenzione preventiva senza cauzione dall'inizio del processo di istruzione e hanno quindi scontato parte della loro sentenza.
Gli imputati erano accusati per gli eventi attorno all'organizzazione e celebrazione del Referendum sull'indipendenza della Catalogna del 2017 dopo che fu dichiarato illegale ed era stato sospeso dalla Corte costituzionale spagnola, per l'adozione di leggi che sostituivano la Costituzione della Spagna e lo Statuto di Autonomia della Catalogna anch'esse dichiarate illegali e la Dichiarazione di indipendenza catalana del 27 ottobre 2017.
Il processo si è concluso il 12 giugno 2019. Il verdetto unanime dei 7 giudici è stato reso pubblico il 14 ottobre. 9 dei 12 accusati sono stati condannati al carcere per il crimine di sedizione; 4 di essi sono stati riconosciuti colpevoli anche di appropriazione indebita. La sentenza ha stabilito dai 9 ai 13 anni di carcere.
I tre rimanenti sono stati ritenuti colpevoli di disobbedienza e sono stati condannati a pagare una multa.
La corte ha respinto le accuse di ribellione.
Alcuni dei difensori hanno espresso la loro intenzione di appellarsi alla Corte costituzionale di Spagna e alla Corte europea dei diritti umani 
La pubblicazione del verdetto della Corte Suprema ha scatenato proteste in tutta la regione.

## Imputati
Gli imputati del processo erano in tutto diciotto. Sono elencati di seguito in ordine alfabetico con l'indicazione delle accuse, della condanna richiesta e della sentenza dalla Corte suprema.

### Corte suprema
| Nome             | Foto | Ufficio                                                                             | Fiscalìa generale dello stato             | Fiscalìa generale dello stato                                                        | Procuratore generale dello stato       | Procuratore generale dello stato                                           | procedimento giudiziario di Vox                                                            | procedimento giudiziario di Vox                                             | Avvocato difensore                             | Verdetto                              | Verdetto                                                                            |
| Nome             | Foto | Ufficio                                                                             | Accusa                                    | Richiesta sentenza                                                                   | Accusa                                 | Richiesta sentenza                                                         | Accusa                                                                                     | Richiesta sentenza                                                          | Avvocato difensore                             | Crimine                               | Sentenza                                                                            |
| ---------------- | ---- | ----------------------------------------------------------------------------------- | ----------------------------------------- | ------------------------------------------------------------------------------------ | -------------------------------------- | -------------------------------------------------------------------------- | ------------------------------------------------------------------------------------------ | --------------------------------------------------------------------------- | ---------------------------------------------- | ------------------------------------- | ----------------------------------------------------------------------------------- |
| Dolors Bassa     |      | Ministro del Welfare, del Lavoro e della Famiglia                                   | - Ribellione - Abuso di fondi pubblici    | - 16 anni di carcere - 16 anni di interdizione                                       | - Sedizione - Abuso di fondi pubblici  | - 11 anni e 6 mesi di prigione - 11 anni e 6 mesi di interdizione          | - Ribellione - organizzazione criminale - Abuso di fondi pubblici                          | - 74 anni di carcere                                                        | Mariano Bergés                                 | Sedizione con abuso di fondi pubblici | 12 anni di prigione e 12 anni bandito dai pubblici uffici                           |
| Meritxell Borràs |      | Ministro della Governance, della pubblica amministrazione e dell'edilizia abitativa | - Disobbedienza - Abuso di fondi pubblici | - 7 anni di prigione - 16 anni di interdizione - €100 al giorno per 10 mesi          | - Sedizione - Abuso di fondi pubblici  | - 7 anni di carcere - 10 anni di interdizione - €100 al giorno per 10 mesi | - Organizzazione criminale - Disobbedienza - Abuso di fondi pubblici                       | - 24 anni di prigione - 2 anni di interdizione speciale - €108,000 di multa |                                                | Disobbedienza                         | Multa per 10 mesi                                                                   |
| Jordi Cuixart    |      | Presidente di Òmnium Cultural                                                       | - Ribellione - Abuso di fondi pubblici    | - 17 anni di prigione - 17 anni di interdizione                                      | - Sedizione                            | - 8 anni di prigione - 8 anni di interdizione                              | - Ribellione (2 crimini) - Sedizione (2 crimini) - Organizzazione criminale                | - 52 anni di carcere                                                        | Marina Roig and Benet Salellas                 | Sedizione                             | 9 anni di prigione e 9 anni bandita dai pubblici uffici                             |
| Carme Forcadell  |      | Presidente del Parlamento della Catalogna                                           | - Ribellione                              | - 17 anni di prigione - 17 anni di interdizione                                      | - Sedizione - Abuso di fondi pubblici  | - 10 anni di prigione - 10 anni di interdizione                            | - Ribellione(2 crimini) - Sedizione (2 crimini) - Organizzazione criminale - Disobbedienza | - 52 anni di prigione - 2 anni di interdizione speciale - €108.000 di multa | Olga Arderiu Ripoll and Raimon Tomás Vinardell | Sedizione                             | 11 anni e 6 mesi di prigione e lo stesso per l'allontanamento dai pubblici uffici   |
| Joaquim Forn     |      | Ministro degli Interni                                                              | - Ribellione - Abuso di fondi pubblici    | - 16 anni di prigione - 16 anni di interdizione                                      | - Sedizione - Abuso di fondi pubblici  | - 11 anni e 6 mesi di prigione - 11 anni e 6 mesi di interdizione          | - Ribellione - Organizzazione criminale - Abuso di fondi pubblici                          | - 74 anni di prigione                                                       | Xavier Melero                                  | Sedizione                             | 10 anni e 6 mesi di prigione e 10 anni e 6 mesi di interdizione dai pubblici uffici |
| Oriol Junqueras  |      | Vice Presidente della Catalogna                                                     | - Ribellione - Abuso di fondi pubblici    | - 25 anni di prigione - 25 anni di interdizione                                      | - Sedizione - Abuso di fondi pubblici  | - 12 anni di prigione - 12 anni di interdizione                            | - Ribellione - Organizzazione criminale - Abuso di fondi pubblici                          | - 74 anni di prigione                                                       | Andreu Van den Eynde                           | Sedizione con Abuso di fondi pubblici | 13 anni di prigione e lo stesso per essere bandito dai pubblici uffici              |
| Carles Mundó     |      | Ministro della Giustizia                                                            | - Disobbedienza - Abuso di fondi pubblici | - 7 anni di carcere - 16 anni di interdizione - €100 di multa al giorno per 10 mesi  | - Sedizione - Abuso di fondi pubblici  | - 7 anni di prigione - 10 anni di inibizione - €100 di multa per 10 mesi   | - Organizzazione criminale - Disobbedienza - Abuso di fondi pubblici                       | - 24 anni di prigione - 2 anni di interdizioe - €108.000 di nulta           | Josep Orilla                                   | Disobbedienza                         | Multato per 10 mesi                                                                 |
| Raül Romeva      |      | Ministri degli Affari Esteri, delle Relazioni istituzionali e della Trasparenza     | - Ribellione - Abuso di fondi pubblici    | - 16 anni di prigione - 16 years di inibizione                                       | - Sedizione - Abuso di fondi pubblici  | - 11 anni e 6 mesi di prigione - 11 anni e 6 mesi di inibizione            | - Ribellione - Organizzazione criminale - Abuso di fondi pubblici                          | - 74 anni di prigione                                                       | Andreu Van Den Eynde                           | Ribellione e abuso di fondi pubblici  | 12 anni di prigione e 12 anni di inibizione                                         |
| Josep Rull       |      | Ministro alla pianificazione e alla sostenibilità                                   | - Ribellione - Abuso di fondi pubblici    | - 16 anni di prigione - 16 anni di inibizione                                        | - Ribellione - Abuso di fondi pubblici | - 11 anni e 6 mesi di prigione - 11 anni e 6 mesi di inibizione            | - Ribellione - Organizzazione criminale - Abuso di fondi pubblici                          | - 74 anni di prigione                                                       | Jordi Pina                                     | Sedizione                             | 10 anni e 6 mesi di prigione e 10 anni e 6 mesi di inibizione dai pubblici uffici   |
| Jordi Sànchez    |      | Presidente dell'Assemblea Nazionale Catalana                                        | - Ribellione - Abuso di fondi pubblici    | - 17 anni di prigione - 17 anni di inibizione                                        | - Sedizione                            | - 8 anni di prigione - 8 anni di inibizione                                | - Ribellione (2 crimini) - Sedizione (2 crimini) - Organizzazione criminale                | - 52 anni di prigione                                                       | Jordi Pina                                     | Sedizione                             | 12 anni di prigione e 12 anni di inibizione dai pubblici uffici                     |
| Jordi Turull     |      | Sottosegretario alla Presidenza e portavoce del governo                             | - Ribellione - Abuso di fondi pubblici    | - 16 anni di prigione - 16 anni di inibizione                                        | - Sedizione - Abuso di fondi pubblici  | - 11 anni e 6 mesi di prigione - 11 anni e 6 mesi di inibizione            | - Ribellione - Organizzazione criminale - Abuso di fondi pubblici                          | - 74 anni di prigione                                                       | Jordi Pina                                     | Ribellione e abuso di fondi pubblici  | 12 anni di prigione e 12 anni di inibizione dai pubblici uffici                     |
| Santi Vila       |      | Assessore alla Cultura                                                              | Disobbedienza - Abuso di fondi pubblici   | - 7 anni di prigione - 16 anni di interdizione - €100 di multa al giorno per 10 mesi | - Abuso di fondi pubblici              | - 7 anni di prigione - 10 anni di interdizione                             | - Organizzazione criminale - Disobbedienza - Abuso di fondi pubblici                       | - 24 anni di prigione - 2 anni di interndizione - €108.000 di multa         | Joan Segarra                                   | Disobbedienza                         | Multa per 10 mesi                                                                   |

### Alta Corte di Giustizia della Catalogna
I seguenti sei imputati sono stati accusati nell'istruttoria della corte suprema, ma è stato deciso di inviare i loro casi all'Alta Corte di Giustizia della Catalogna:
| Nome            | Foto | Ufficio                                                                             | Fiscalìa generale dello stato | Fiscalìa generale dello stato                                                  | Procuratore generale dello stato | Procuratore generale dello stato                                               | procedimento giudiziario di Vox            | procedimento giudiziario di Vox                                                 | Avvocato difensore                           |
| Nome            | Foto | Ufficio                                                                             | Accusa                        | Richiesta sentenza                                                             | Accusa                           | Richiesta sentenza                                                             | Accusa                                     | Richiesta sentenza                                                              | Avvocato difensore                           |
| --------------- | ---- | ----------------------------------------------------------------------------------- | ----------------------------- | ------------------------------------------------------------------------------ | -------------------------------- | ------------------------------------------------------------------------------ | ------------------------------------------ | ------------------------------------------------------------------------------- | -------------------------------------------- |
| Ramona Barrufet |      | Quarto segreteraio del Parlamento della Catalogna                                   | - Disobbedienza               | - 1 anno e 8 mesi di intedizione - €100 di multa al giorno per 10 mesi         | - Disobbedienza grave            | - 1 anno e 8 mesi di interdizione - €100 di multa al giorno per 10 mesi        | - Organizzazione criminale - Disobbedienza | - 12 anni di carcere - 2 anni di interdizione - €108.000 di multa               | Judith Gené                                  |
| Mireia Boya     |      | Presidente del gruppo parlamentare Candidatura d'Unitat Popular - Crida Constituent | - Disobbedienza               | - 1 anno e 8 mesi di interdizione - €100 di multa per 10 mesi                  | - Grave Disobbedienza            | - 1 anno e 4 mesi di interdizione - €100 di multa per 8 mesi                   | - Organizzazione criminale - Disobbedienza | - 12 anni di carcere - 2 anni di interdizione - €108.000 multa                  | Benet Salellas, Isabel Afonso e Carles López |
| Lluís Corominas |      | Presidente del gruppo parlamentare Junts pel Sí                                     | - Disobbedienza               | - 1 anno e 8 mesi di interdizione - €100 di multa per 10 mesi                  | - Disobbedienza grave            | - 1 anno e 8 mesi di interdizione - €100 di multa per 10 mesi                  | - Organizzazione criminale - Disobbedienza | - 12 anni di carcere - 2 anni di interdizione - €108.000 di multa               |                                              |
| Lluís Guinó     |      | Primo vice presidente del Parlamento della Catalogna                                | - Disobbedienza               | - 1 year & 8 months special disqualification - €100 fine per day for 10 months | - Disobbedienza grave            | - 1 year & 8 months special disqualification - €100 fine per day for 10 months | - Criminal organization - Disobbedienza    | - 12 years imprisonment - 2 years special disqualification - €108,.000 di multa |                                              |
| Joan Josep Nuet |      | Terzo segretario del Parlamento della Catalogna                                     | - Disobbedienza               | - 1 year & 4 months special disqualification - €100 fine per day for 8 months  | - Disobbedienza grave            | - 1 year & 4 months special disqualification - €100 fine per day for 8 months  | - Organizzazione criminale - Disobbedienza | - 12 anni di prigione - 2 years special disqualification - €108.000 di multa    | Enrique Leiva                                |
| Anna Simó       |      | Primo segretario del Parlamento della Catalogna                                     | - Disobbedienza               | - 1 year & 8 months special disqualification - €100 fine per day for 10 months | - Disobbedienza grave            | - 1 year & 8 months special disqualification - €100 fine per day for 10 months | - Organizzazione criminale - Disobbedienza | - 12 anni di carcere - 2 anni di interdizione - €108,000 di multa               | Olga Arderiu Ripoll e Raimon Tomás Vinardell |

### Audiencia Nacional
Inoltre, il pubblico ministero del Tribunale nazionale spagnolo (Audiencia Nacional) chiede il carcere per l'ex capo del Mossos d'Esquadra,  Josep Lluís Trapero, e il resto del comando dei Mossos d'Esquadra nel 
| Nome                        | Foto | Ufficio                                                                       | Accusa       | Richiesta sentenza                              |
| --------------------------- | ---- | ----------------------------------------------------------------------------- | ------------ | ----------------------------------------------- |
| Josep Lluís Trapero Álvarez |      | Capo dei Mossos d'Esquadra                                                    | - Ribellione | - 11 anni di prigione - 11 anni di interdizione |
| Pere Soler                  |      | Direttore generale dei servizi penitenziari e direttore dei Mossos d'Esquadra | - Ribellione | - 11 anni di prigione - 11 anni di interdizione |
| Cèsar Puig                  |      | Segretario generale del Ministro degli interni                                | - Ribellione | - 11 anni di prigione - 11 anni di interdizione |
| Teresa Laplana              |      | Capo distruttale dei Mossos d'Esquadra del distretto di Eixample a Barcellona | - Sedizione  | - 4 anni di prigione - 11 anni di interdizione  |